# 稲垣年直
稲垣 年直（いながき としなお、生没年不詳）とは、明治時代の浮世絵師。

## 来歴
月岡芳年の門人。明治19年（1886年）頃、芳年が門人たち27名に宛てた書状（芳年門人一覧）に「旧仙臺屋敷芝区愛宕下町四丁目壱番地　稲垣年直殿」とある。また明治31年（1898年）建立の月岡芳年翁之碑には「芳年社中故門人」の中に「稲垣年直」の名がみられ、これ以前に没していたものとみられるが、その他の経歴や作については不明。